# Persone di nome Francis/Calciatori
| Questa pagina contiene informazioni ricavate automaticamente dalle voci biografiche con l'ausilio del template Bio e di un bot. L'aggiornamento è periodico e automatico e ricostruisce completamente la pagina. Se manca una persona in questa lista, sei pregato di non aggiungerla, ma accertati piuttosto che la sua voce biografica contenga il template Bio e che i dati anagrafici siano correttamente compilati. Se il template Bio manca, inseriscilo tu stesso o, in alternativa, metti l'avviso {{tmp\|Bio}} che ne segnala la mancanza. Se i dati riportati sono sbagliati, correggi direttamente la voce biografica; le modifiche saranno visibili in questa lista entro pochi giorni. Per chiarimenti vedi il progetto antroponimi. La lista contiene solo le 69 persone che sono citate nell'enciclopedia e per le quali è stato implementato correttamente il template Bio. Pagina aggiornata al 22 lug 2025. |

Questa è una lista di persone presenti nell'enciclopedia che hanno il nome Francis e sono calciatori.

## A(3)
- Francis Amuzu, calciatore ghanese (Accra, n. 1999)
- Francis Aruwafu, ex calciatore salomonese (n. 1975)
- Francis Awaritefe, ex calciatore nigeriano (Londra, n. 1964)

## B(7)
- Frank Becton, calciatore inglese (Preston, n. 1873 - Preston, † 1909)
- Francis Benjamin, ex calciatore nigeriano (Lagos, n. 1993)
- Francis Birley, calciatore inglese (Chorley, n. 1850 - † 1910)
- Francis Bonnici, ex calciatore maltese (n. 1934)
- Francis Bossman, ex calciatore ghanese (Accra, n. 1984)
- Frank Brettell, calciatore e allenatore di calcio inglese (Smethwick, n. 1861 - Dartford, † 1936)
- Francis Burns, ex calciatore scozzese (Glenboig, n. 1948)

## C(7)
- Francis Camerini, ex calciatore francese (Marsiglia, n. 1948)
- Francis Cann, calciatore ghanese (Tema, n. 1998)
- Francis Chandida, ex calciatore zimbabwese (Bulawayo, n. 1979)
- Francis Chansa, ex calciatore della Repubblica Democratica del Congo (Lubumbashi, n. 1974)
- Francis Coquelin, calciatore francese (Laval, n. 1991)
- Fay Coyle, calciatore nordirlandese (Derry, n. 1933 - Derry, † 2007)
- Francis Cuggy, calciatore e allenatore di calcio inglese (Newcastle upon Tyne, n. 1889 - Newcastle upon Tyne, † 1965)

## D(5)
- Francis de Vries, calciatore neozelandese (Christchurch, n. 1994)
- Francis Defago, calciatore e allenatore di calcio svizzero (n. 1911 - † 1951)
- Francis Dickoh, ex calciatore ghanese (Copenaghen, n. 1982)
- Francis Doe, ex calciatore liberiano (Monrovia, n. 1985)
- Frank Donovan, calciatore gallese (Pembroke, n. 1919 - Pembroke, † 2003)

## F(3)
- Francis Fernandes, calciatore indiano (Vasco da Gama, n. 1985)
- Francis Ferrero, ex calciatore argentino (San Luis, n. 1972)
- Frank Fielding, calciatore inglese (Blackburn, n. 1988)

## H(1)
- Frank Hudspeth, calciatore britannico (North Tyneside, n. 1890 - Burnley, † 1963)

## I(1)
- Francis Isnard, calciatore francese (Manosque, n. 1945 - Principato di Monaco, † 2010)

## J(2)
- Francis Jno-Baptiste, calciatore inglese (n. 1999)
- Francis Joseph, calciatore inglese (Londra, n. 1960 - † 2022)

## K(6)
- Francis Kahata, calciatore keniota (Ruiru, n. 1991)
- Francis Kasonde, ex calciatore zambiano (Kitwe, n. 1979)
- Francis Koroma, ex calciatore sierraleonese (Koidu, n. 1975)
- Francis Koné, calciatore ivoriano (Bondoukou, n. 1990)
- Francis Krupšs, calciatore lettone (Mosca, n. 1917 - † 1994)
- Francis Kyeremeh, calciatore ghanese (Nsoatre, n. 1997)

## L(3)
- Francis Lee, calciatore inglese (Westhoughton, n. 1944 - Manchester, † 2023)
- Francis Litsingi, ex calciatore congolese (Repubblica del Congo) (Brazzaville, n. 1986)
- Francis Llacer, ex calciatore francese (Lagny-sur-Marne, n. 1971)

## M(14)
- Francis Mac Allister, calciatore argentino (Buenos Aires, n. 1995)
- Francis Makarskis, calciatore lettone (n. 1909 - † 1985)
- Francis Makaya-Tschitenbo, ex calciatore congolese (Repubblica del Congo) (n. 1975)
- Chris Malonga, calciatore francese (Sens, n. 1987)
- Kama Massampu, calciatore francese (Mantes-la-Jolie, n. 1991)
- Francis Mbome, ex calciatore camerunese (Yaoundé, n. 1988)
- Frank McAvennie, ex calciatore britannico (Glasgow, n. 1959)
- Frank McGarvey, calciatore scozzese (Glasgow, n. 1956 - † 2023)
- Francis Méano, calciatore francese (Miramas, n. 1931 - Witry-lès-Reims, † 1953)
- Francis Meynieu, ex calciatore francese (Bordeaux, n. 1953)
- Francis Mifsud, ex calciatore maltese (n. 1949)
- Francis Moiyap, ex calciatore papuano (n. 1966)
- Francis Momoh, calciatore nigeriano (Kaduna, n. 2001)
- Francis Mustafa, calciatore burundese (n. 1996)

## N(2)
- Francis N'Ganga, ex calciatore francese (Poitiers, n. 1985)
- Francis Narh, calciatore ghanese (Accra, n. 1994)

## O(3)
- Frank O'Farrell, calciatore e allenatore di calcio irlandese (Cork, n. 1927 - Torquay, † 2022)
- Francis Olaki, calciatore ugandese (Uganda, n. 1995)
- Francis Onyiso, ex calciatore keniota (n. 1972)

## P(1)
- Francis Piasecki, calciatore e allenatore di calcio francese (Talange, n. 1951 - Strasburgo, † 2018)

## R(2)
- Francis Ross, calciatore scozzese (Ellon, n. 1998)
- Francis Ryan, calciatore statunitense (Filadelfia, n. 1908 - Filadelfia, † 1997)

## S(4)
- Francis Severeyns, ex calciatore belga (Westmalle, n. 1968)
- Francis Smerecki, calciatore e allenatore di calcio francese (Le Mans, n. 1949 - † 2018)
- Francis Songo, ex calciatore malawiano (n. 1968)
- Francis Sparks, calciatore inglese (Billericay, n. 1855 - † 1934)

## T(1)
- Tanner Tessmann, calciatore statunitense (Birmingham, n. 2001)

## U(1)
- Francis Uzoho, calciatore nigeriano (Nwangele, n. 1998)

## V(1)
- Francis Vial, calciatore francese (n. 1880 - † 1914)

## W(2)
- Francis Wasi, ex calciatore salomonese (n. 1976)
- Francis Wewengkang, ex calciatore indonesiano (Manado, n. 1971)